# ماریا سایمون
ماریا سایمون (انگلیسی: Maria Simon؛ زادهٔ ۱۹۷۶) هنرپیشه، بازیگر تئاتر، و بازیگر سینما اهل آلمان است.
از فیلم‌ها یا برنامه‌های تلویزیونی که وی در آنها نقش داشته‌است می‌توان به خداحافظ لنین و لوتر اشاره کرد.